# Pontchardon

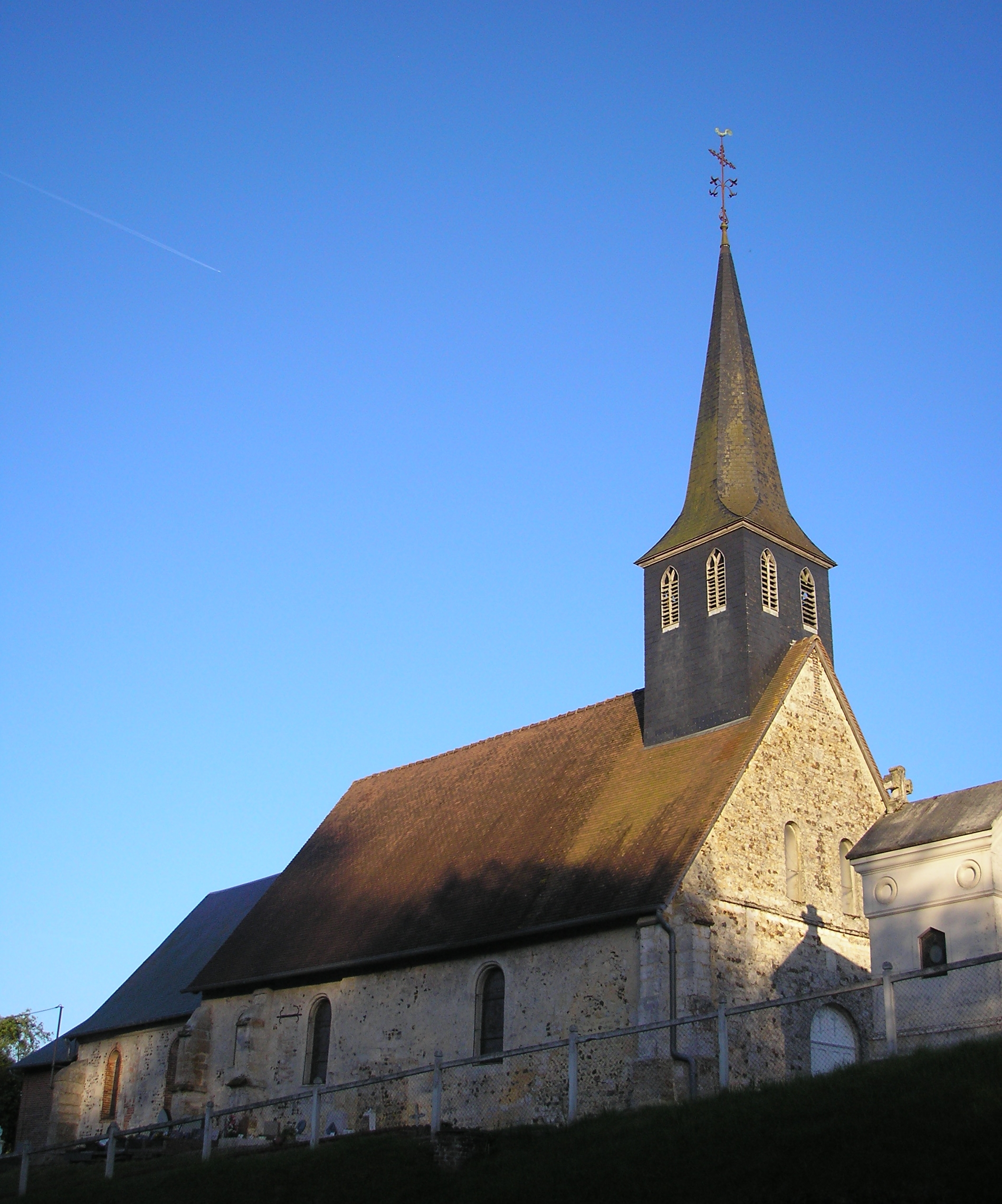
Kerk

Pontchardon is een gemeente in het Franse departement Orne (regio Normandië) en telt 310 inwoners (1999). De plaats maakt deel uit van het arrondissement Mortagne-au-Perche.

## Geografie
De oppervlakte van Pontchardon bedraagt 4,9 km², de bevolkingsdichtheid is 63,3 inwoners per km².
De onderstaande kaart toont de ligging van Pontchardon met de belangrijkste infrastructuur en aangrenzende gemeenten.

## Demografie
Onderstaande figuur toont het verloop van het inwonertal (bron: INSEE-tellingen).